# Derek Adams
Derek Watt Adams (Aberdeen, 25 giugno 1975) è un allenatore di calcio ed ex calciatore scozzese, di ruolo centrocampista, tecnico del Morecambe.

## Palmarès

### Giocatore

#### Competizioni nazionali
- Scottish Challenge Cup: 1

Ross County: 2006-2007

### Allenatore

#### Competizioni nazionali
- Scottish Second Division: 1

Ross County: 2007-2008
- Scottish First Division: 1

Ross County: 2011-2012